# لاري ستيفنز
لاري ستيفنز (بالإنجليزية: Larry Stephens) هو لاعب كرة قاعدة أمريكي، ولد في 24 سبتمبر 1938 في بودا في الولايات المتحدة، وتوفي في 28 مارس 1998.

## وصلات خارجية
- لاري ستيفنز على موقع مرجع كرة القدم المحترفة.كوم (الإنجليزية)